# Környezeti Párt – A Zöldek
A Környezeti Párt – A Zöldek (svédül Miljöpartiet de gröna, röviden Miljöpartiet, rövidítése MP) a zöldpolitika ideológiai alapjain álló balközép politika párt Svédországban. Az 1981-ben alapított párt 2014. október 3-án kormánykoalícióra lépett a Stefan Löfven vezette szociáldemokratákkal. Ez volt az első alkalom, hogy egy zöld párt kormányra jutott Svédországban.
A Zöld Párt a hagyományos pártok környezetvédelmi politikájával szembeni elégedetlenségből született, illetve az atomenergia-ellenes mozgalomból az 1980-as atomenergia népszavazást követően. Kezdetben nem voltak nagyon sikeresek. Az áttörés az 1988-as választásokon következett be, amikor a szavazatok 5,5 %-át megszerezve bejutottal a Riksdagba. Ez volt az első alkalom hetven év alatt, hogy a svéd parlamentbe új párt jutott. Három évvel később a 4 százalékos parlamentbe jutási küszöb alá estek, de 1994-ben ismét bejutottak a Riksdagba és azóta folyamatosan bent vannak a testületben. A pártot két szóvivő képviseli, egy férfi és egy nő. Ezt a tisztet ma (2018 szeptember) Gustav Fridolin és Isabella Lövin tölti be.
A 2014-es választáson a Zöld Párt 6,9 százalékot szerzett. Ez 25 mandátumra volt elegendő, ami a negyedik legerősebb párttá tette őket a Riksdagban. 

## Ideológiájuk

### Alapelveik
A svéd zöldek háromféle szolidaritásra helyezték elvi platformjukat: "szolidaritás az állatokkal, a természettel és az ökológiai rendszerrel", "szolidaritás a jövő generációkkal" és "szolidaritás a világ minden népével". Mindezt olyan alapeszmék segítségével kívánják megvalósítani, mint a részvételi demokrácia, az ökofilozófia, a társadalmi igazságosság, a gyermekjogok, a körforgásos gazdaság, a globális igazsságosság, az erőszakmentesség, az egyenlőség, a feminizmus, az állatjogok, az öngondoskodás és önkormányzás, a polgári jogok és a fenntarthatóság.

### Klímaváltozás
A Zöld Párt vezette be a svéd politikába a klímaváltozás problémáját. A klímaválktozás elleni küzdelmet a párt az egyik legfontosabb ügynek tartja. 2013-ban 49 millió svéd koronás költségvetési "klímacsomagot" javasoltak. A párt támogatja, hogy a környezetet nem kímélő termékekere és gyakorlatokra extra adókat vessenek ki.

### Atomenergia-ellenesség
Az atomenergia-ellenesség kulcsszerepet játszott a párt létrejöttében. A párt programja szerint "ellenezzük új reaktorok építését Svédországban, vagy a létező reaktorok teljesítményének a növelését, ehelyett azonnal szeretnénk megkezdeni az atomenergia kivezetését".  A párt európai parlamenti képviselője, Per Bolund 2010-ben így fogalmazott: A párt "nem azt javasolja, hogy már ma csukjuk be az atomreaktorokat, hanem hogy az új, megújuló energiák bevezetésével párhuzamosan vezessük ki őket".

### Európai integráció
A párt eleinte ellenezte a csatlakozást az Európai Unióhoz, és új népszavazást sürgetett az ügyben. EU-ellenességük a szavazatok 17 százalékát szerezte meg nekik az 1995-ös európai parlamenti választáson, amely az első volt Svédország számára. Az EU-ból való kilépés még 2006-ban is szerepelt a párt programjában.
Ezt a politikát 2008 szeptemberében belső pártszavazás vetette el. A párt azonban euroszkeptikus maradt. A pártprogramnak az ezt a témát kifejtő része azzal kezdődik, hogy a párt a decentralizáció híve, és politikájának lényegi célkitűzáse, hogy a döntések minél inkébb helyben szülessenek meg. Ugyanakkor a program azt is kimondja, hogy a zöldek "melegen a nemzetközi együttműködést ajánlják. Európát a demokráciák világa részének szeretnénk látni, ahol az emberek szabadon mozognak a határokon keresztül és ahol az emberek és országok kereskednek egymással és együttműködnek".

## Kritikák

### Iszlám extrémizmus
2016 áprilisába a Zöld Pártot komoly támadások érték, miután a párt delegálta lakásögyi miniszter, Mehmet Kaplan a Szürke Farkasok nevű szélsőjobboldali török szervezet prominenseivel együtt vett részt egy vacsorán. Miután a figyelem ráirányult egy olyan korábbi (2009-ben tett) Kaplan-nyilatkozatra, amelyek a náci Németországhoz hasonlította Izraelt, a miniszter lemondott, de a párt vezetői még mindig védték. Már lemondása után olyan képek kerültek forgalomba, amelyeken Kaplan és a Zöld Párt más tagjai a Muszlim Testvériséghez kötött kézmozdulatokat mutatták.
Újabb vita keletkezett, amikor egy emelkedőben lévő zöld párti politikus, Yasri Khan visszautasította a kézfogást egy női tévériporterrel.

## Választóik
A Zöld Párt szavazótáborát az egyetemi, főiskolai hallgatók, a szakszervezeti tagok, a 18-30 év közötti fiatalok és az első szavazók között népszerűek. A párt a legkevésbé a 65 év feletti nyugdíjasok és a farmerek körében népszerű. 

## Külső hivatkozások
- Hivatalos honlapjuk
- A Riksdag honlapján

## Fordítás
- Ez a szócikk részben vagy egészben  a   Green Party (Sweden) című angol Wikipédia-szócikk ezen változatának fordításán alapul.  Az eredeti cikk szerkesztőit annak laptörténete sorolja fel. Ez a jelzés csupán a megfogalmazás eredetét és a szerzői jogokat jelzi, nem szolgál a cikkben szereplő információk forrásmegjelöléseként.